# Palacio Episcopal de Sonsón
El Palacio Episcopal de Sonsón, es un edificio neocolonial situado en el municipio colombiano de Sonsón
(Antioquia). Fue diseñado por el arquitecto antioqueño Nel Rodríguez Hauesler, autor de obras significativas en Medellín, como el Teatro Pablo Tobón Uribe, y El Castillo.
El edificio es la residencia oficial del Obispo de Sonsón-Rionegro, aunque este reside habitualmente en la denominada "Casa de encuentros El Rodeo", en el municipio de La Ceja.

## Historia
Tras la creación de la Diócesis de Sonsón el 18 de marzo de 1957, la Sociedad de Mejoras Públicas de la localidad, con el producido de la Fiesta del Maíz, adquirió una propiedad en la esquina de la calle 6.ª con carrera 8.ª, con el propósito de obsequiarla a la Diócesis para que fuera adecuada como Palacio Episcopal. 
Nombrado Monseñor Alberto Uribe Urdaneta como primer Obispo de la jurisdicción, este contrató al arquitecto medellinense Nel Rodríguez Hauesler para diseñar el edificio del Seminario Menor "San Alberto Magno", (Hoy Colegio I.T.A), y remodelar el edificio que serviría de residencia a los Obispos. El edificio fue inaugurado el mismo día de la dedicación de la Catedral de granito, el 20 de abril de 1958.
Dada la extensión de la Diócesis, y el deplorable estado de la vía Sonsón-Medellín; Mons. Uribe se vio obligado a permanecer largas temporadas en el Valle de San Nicolás para poder atender las diversas obligaciones en esa región de su jurisdicción. En ese contexto, un grupo de ciudadanos de La Ceja obsequió al Obispo una residencia campestre en la que pudiera permanecer estas temporadas. El 13 de marzo de 1960 Mons. Uribe fue nombrado Obispo auxiliar de Cali, y en su reemplazo fue nombrado Monseñor Alfredo Rubio Díaz, el 12 de febrero de 1961.
El 30 de julio de 1962, un potente sismo destruyó numerosas viviendas, redes de servicios públicos, equipamientos, y parte de la Catedral de granito. La casa cural de la Parroquia de la Catedral quedó completamente destruida, por lo que Mons. Rubio dispuso trasladar a los sacerdotes al Palacio Episcopal y radicarse definitivamente en la residencia de "El Rodeo", de La Ceja. Desde entonces el Palacio Episcopal ha servido como residencia de los sacerdotes y del Obispo durante sus estadías en Sonsón. Pese a su funcionamiento actual, por ser construida para ese propósito, por su ubicación en la ciudad madre de la Diócesis y por su papel ceremonial en los grandes eventos diocesanos, se sigue considerando como residencia oficial. Por su proximidad a la Plaza de Ruíz y Zapata, y su contexto patrimonial, el Palacio se encuentra incluido en el polígono de conservación del centro histórico de Sonsón.